# Mila Rodino
Pour les articles homonymes, voir Rodino.
Chère Patrie (bulgare : Мила Родино, Mila Rodino) est l'hymne national de la Bulgarie depuis 1964. C'est la dernière version, datant de 1990, du Gorda Stara planina (Fier Balkan, Горда Стара планина) poème dont le premier vers lui servait de titre, composé en 1885 par Tsvetan Radoslavov (1863-1931) alors qu'il partait en guerre contre les Serbes.
De 1886 à 1947, l'hymne national bulgare fut Šumi Marica (« Gronde la Maritza »), intégré désormais dans les chants folkloriques. Puis, en 1950, le gouvernement communiste l'a remplacé par Bǎlgarijo Mila (« Chère Bulgarie »), et ce jusqu'en 1964, année où fut décidé de puiser dans l'histoire du pays, en rajoutant, jusqu'en 1990, une strophe sur le communisme.

## Paroles

### Paroles officielles actuelles

#### Texte bulgare
| Cyrillique bulgare | Latin bulgare | Transcription API |
| --- | --- | --- |
| Горда Стара планина, До ней Дунава синей. Слънце Тракия огрява, Над Пирина пламеней. Припев: 𝄆 (Родино!) Мила Родино, Ти си земен рай. Твойта хубост, твойта прелест, Ах, те нямат край. 𝄇 Паднаха борци безчет, За народа наш любим. Майко, дай ни мъжка сила, Пътя им да продължим. Припев Дружно, братя българи, С нас Москва е в мир и в бой. Партия велика води, Нашия победен строй. Припев | Gorda Stara planina, Do nej Dunava sinej. Slǎnce Trakija ogrjava, Nad Pirina plamenej. Pripev: 𝄆 (Rodino!) Mila Rodino, Ti si zemen raj. Tvojta hubost, tvojta prelest, Ah, te njamat kraj. 𝄇 Padnaha borci bezčet, Za naroda naš ljubim. Majko, daj ni mǎžka sila, Pǎtja im da prodǎlžim. Pripev Družno, bratja bǎlgari, S nas Moskva e v mir i v boj. Partija velika vodi, Našija pobeden stroj. Pripev | [ˈɡɔr.d̪ɐ ˈs̪t̪a.rɐ pɫɐ.n̪i.ˈn̪a ǀ] [d̪o̝ n̪ɛj ˈd̪u.n̪ɐ.vɐ ˈs̪i.n̪ɛj ǀ] [ˈs̪ɫɤ̞n̪.t͡sɛ ˈt̪ra.k̟i.jɐ o̝ɡ.ˈrʲa̟.vɐ ǀ] [n̪at̪ pi.ˈri.n̪ɐ pɫɐ.ˈmɛ.n̪ɛj ǁ] [ˈpri.pɛf] 𝄆 [(ˈrɔ.d̪i.n̪o̝ ǀ) ˈmi.ɫɐ ˈrɔ.d̪i.n̪o̝ ǀ] [t̪i s̪i ˈz̪ɛ.mɛn̪ raj ǀ] [ˈt̪fɔj.t̪ɐ xu.ˈbɔs̪t̪ ǀ ˈt̪fɔj.t̪ɐ ˈprɛ.lʲɛs̪t̪ ǀ] [ax ǀ t̪ɛ ˈn̪ʲa̟.mɐt̪ kraj ǁ] 𝄇 [ˈpad̪.n̪ɐ.xɐ bo̝r.ˈt͡si bɛs̪.ˈt͡ʃɛt̪ ǀ] [z̪ɐ n̪ɐ.ˈrɔ.d̪ɐ n̪aʃ lʲu̟.ˈbim ǀ] [ˈmaj.ko̝ ǀ d̪aj n̪i ˈmɤ̞ʃ.kɐ ˈs̪i.ɫɐ ǀ] [ˈpɤ̞.t̪ʲɐ im d̪ɐ pro̝.d̪əɫ.ˈʒim ǁ] [ˈpri.pɛf] [ˈd̪ruʒ.n̪o̝ ǀ ˈbra.t̪ʲɐ ˈbɤ̞ɫ.gə.ri ǁ] [s̪‿n̪as̪ mo̝.ˈs̪kfa ɛ‿v mir i‿v bɔj ǁ] [ˈpar.t̪i.jɐ vɛ.ˈli.kɐ ˈvɔ.d̪i] [ˈn̪a.ʃi.jɐ po̝.bɛ.ˈd̪ɛn̪ s̪t̪rɔj ǁ] [ˈpri.pɛf] |

#### Traduction française
Fier le Vieux Balkan,
À ses côtés le Danube bleuit,
Le Soleil éclaire la plaine de Thrace,
Au-dessus du Pirin il flamboie.
Refrain (x2) :
(Patrie,) Chère Patrie,
Tu es un Paradis terrestre,
Ta beauté, ton charme,
Ah, ils n'ont pas de fin !
Des guerriers sans nombre sont tombés
Pour notre cher Peuple,
Mère, donne-nous la force
De prolonger leur chemin !
Refrain (x2)
Comme un, frères bulgares!
Avec Moscou en guerre et en paix!
Dirigé par ton grand Parti
Notre régime de victoire.
Refrain (x2)

## Paroles originales

### Texte bulgare
| Cyrillique | Latin | API |
| --- | --- | --- |
| Горда стара планина, До ней север се синей. Слънце Витош позлатява Към Цариград се белей. Припев: 𝄆 Мила Родино, Ти си земен рай. Твойта хубост, твойта прелест, Ах, те нямат край. 𝄇 Хайде братя българи, Към Балкана да вървим. Там се готви бой юнашки, За свобода, правдини. Припев Родино мила, теб привет, О, майко теб привет. Теб Българийо чада сме, Ти си наший дом свещен. Припев Ти си наший кът любим, Кът за щастие отреден. Мил си край незабравим, С чудна прелест надарен. Припев Как щедро, майко, е Земята твоя осеяна с брилянти. Сред тях прекрасен свети Балканът горд напет. Припев О, виж го как сияй! Ний благоговеем пред него и пеем: Припев | Gorda Stara Planina, Do nej sever se sinej. Slǎnce Vitoš pozlatjava Kǎm Carigrad se belej. Pripev: 𝄆 Mila Rodino, Ti si zemen raj. Tvojta hubost, tvojta prelest, Ah, te njamat kraj. 𝄇 Hajde bratja bǎlgari, Kǎm Balkana da vǎrvim. Tam se gotvi boj junaški, Za svoboda, pravdini. Pripev Rodino mila, teb privet, O, majko teb privet. Teb Bǎlgarijo čada sme, Ti si našij dom svešten. Pripev Ti si našij kǎt ljubim, Kǎt za štastie otreden. Mil si kraj nezabravim, S čudna prelest nadaren. Pripev Kak štedro, majko, e Zemjata tvoja osejana s briljanti. Sred tjah prekrasen sveti Balkanǎt gord napet. Pripev O, viž go kak sijaj! Nij blagogoveem pred nego i peem: Pripev | [ɡɔr.d̪ɐ s̪t̪a.rɐ pɫɐ.n̪i.n̪a ǀ] [d̪o̝ n̪ɛj s̪ɛ.vɛr s̪ɛ s̪i.n̪ɛj] [s̪ɫɤ̞n̪.t͡sɛ vi.t̪o̝ʃ po̝.z̪ɫɐ.t̪ʲa̟.vɐ] [kɤ̞m t͡sɐ.ri.grat̪ s̪ɛ bɛ.lɛj ǁ] [pri.pɛf] [mi.ɫɐ rɔ.d̪i.n̪o̝ ǀ] [t̪i s̪i z̪ɛ.mɛn̪ raj ǀ] [t̪fɔj.t̪ɐ xu.bɔs̪t̪ ǀ t̪fɔj.t̪ɐ prɛ.lɛs̪t̪ ǀ] [ax ǀ t̪ɛ ɲ̪a̟.mɐt̪ kraj ǁ] [xaj.d̪ɛ bra.t̪ʲɐ bɤ̞ɫ.ɡɐ.ri ǀ] [kɤ̞m bɐɫ.ka.n̪ɐ d̪a vər.vim ǁ] [t̪ɐm s̪ɛ ɡɔ.t̪fi bɔj ju̟.n̪aʃ.k̟i ǀ] [z̪ɐ s̪fo̝.bo̝.d̪a ǀ prɐv.d̪i.n̪i ǁ] [pri.pɛf] |

#### Traduction française
Fier le Vieux Balkan,
À ses côtés le nord brille,
Le Soleil dore Vitocha
Vers Tsargrad, il brille blanc.
Refrain (x2) :
(Patrie,) Chère Patrie,
Tu es un Paradis terrestre,
Ta beauté, ton charme,
Ah, ils n'ont pas de fin !
Frères bulgares, allons
Aux Balkans.
Une bataille héroïque approche,
Pour la liberté, la justice.